# ديزي (جورجيا)
ديزي (بالإنجليزية: Daisy, Georgia)‏ هي مدينة تقع في مقاطعة إيفانز، جورجيا بولاية جورجيا في الولايات المتحدة. تبلغ مساحة هذه المدينة 2.7 (كم²)، وترتفع عن سطح البحر 46 م، بلغ عدد سكانها 126 نسمة في عام 2010 حسب إحصاء مكتب تعداد الولايات المتحدة.

## أعلام
- تشارلز غوردون إدواردز

## وصلات خارجية
- Cities & Counties - Georgia.gov